# آمدئو تومازی
آمدئو تومازی (ایتالیایی: Amedeo Tommasi؛ ۱ دسامبر ۱۹۳۵ – ۱۳ آوریل ۲۰۲۱) نوازنده پیانو، آهنگساز و موسیقی‌دان اهل ایتالیا بود.
از فیلم‌هایی که وی در آن‌ها نقش داشته است، می‌توان به دانشجو، بی‌خوابی و خانه‌ای با پنجره‌های خندان اشاره نمود.